# 1937-es magyar jégkorongbajnokság
A Magyarországon legelőször megrendezett első osztályú jégkorong bajnokságban három csapat indult el. A mérkőzéseket 1937. január 15. és január 20. között rendezték meg a Városligeti Műjégpályán.
Eredetileg a Ferencváros is indított volna csapatot, de visszalépett, mert kanadai játékosát Staplefordot nem nevezhette. Helyette a BKE II. csapata indulhatott. Az első bajnoki mérkőzést 1937. január 15-én rendezték, a BKE csapatai csaptak össze. Hűvös István lőtte az első bajnoki gólt.
A győztes kiléte egy körben dőlt el, mert a BKE európai túrája, a Téli Főiskolai Világbajnokság és a Világbajnokság miatt nem volt lehetőség megrendezni a visszavágó összecsapásokat.
A bajnokságot a Budapesti Korcsolyázó Egylet csapata nyerte meg.

## OB I. 1937
|    | Csapat  | M | GY | D | V | GK   | Pont |
| -- | ------- | - | -- | - | - | ---- | ---- |
| 1. | BKE I.  | 2 | 2  | 0 | 0 | 20–3 | 4    |
| 2. | BBTE    | 2 | 1  | 0 | 1 | 7–3  | 2    |
| 3. | BKE II. | 2 | 0  | 0 | 2 | 4–25 | 0    |

## A BKE I. bajnokcsapata
Apor Mihály, Békési Pál, Halász Zoltán, Hubay István, Jeney Zoltán, Lónyay Róbert, Margó György, Miklós Sándor, Minder Sándor, Róna László